# Maladies du genre Capsicum
Liste des maladies des plantes du genre Capsicum (piment, poivron).

## Maladies bactériennes
| Maladies bactériennes   | Maladies bactériennes                          |
| ----------------------- | ---------------------------------------------- |
| Tache bactérienne       | Xanthomonas campestris pv. vesicatoria         |
| Chancre bactérien       | Clavibacter michiganensis subsp. michiganensis |
| Flétrissement bactérien | Ralstonia solanacearum                         |
| Galle du collet         | Agrobacterium tumefaciens                      |
| Moucheture bactérienne  | Pseudomonas syringae P. syringae pv. syringae  |
| Stolbur du poivron      | Candidatus Phytoplasma solani                  |

## Maladies fongiques
| Maladies fongiques                                | Maladies fongiques                                                                                               |
| ------------------------------------------------- | --- |
| Anthracnose                                       | Colletotrichum gloeosporioides Colletotrichum capsici Glomerella cingulata [téléomorphe] Colletotrichum coccodes |
| Cercosporiose (œil de grenouille)                 | Cercospora capsici                                                                                               |
| Fusariose à pourritures du collet et de la racine | Fusarium solani                                                                                                  |
| Fusariose vasculaire                              | Fusarium oxysporum f.sp. capsici                                                                                 |
| Fonte des semis et pourriture racinaire           | Rhizoctonia solani Phytophthora spp. Fusarium spp. Pythium spp.                                                  |
| Mildiou                                           | Peronospora tabacina                                                                                             |
| Mildiou du piment                                 | Phytophthora capsici                                                                                             |
| Moisissure blanche                                | Sclerotinia sclerotiorum                                                                                         |
| Oïdium                                            | Oidiopsis sicula Oidiopsis taurica [synanamorphe] Leveillula taurica [téléomorphe]                               |
| Pourriture charbonneuse                           | Macrophomina phaseolina                                                                                          |
| Pourriture à Choanephora (pourriture aqueuse)     | Choanephora cucurbitarum                                                                                         |
| Pourriture grise                                  | Botrytis cinerea                                                                                                 |
| Pourriture à Sclerotium                           | Sclerotium rolfsii Athelia rolfsii [téléomorphe]                                                                 |
| Stemphyliose                                      | Stemphylium solani Stemphylium lycopersici                                                                       |
| Verticilliose                                     | Verticillium albo-atrum Verticillium dahliae                                                                     |

## Maladies virales
| Maladies virales et maladies dues à des mycoplasmes | Maladies virales et maladies dues à des mycoplasmes                                                                                     |
| --------------------------------------------------- | --- |
| Mosaïque de la luzerne                              | Alfamovirus, Virus de la mosaïque de la luzerne (AMV, Alfalfa mosaic virus)                                                             |
| Chino de la tomate                                  | Begomovirus, Virus chino del tomate (CdTV, Chino del tomate virus)                                                                      |
| Complexe de la mosaïque dorée du piment             | Begomovirus, Virus de la mosaïque dorée du piment (PGMV, Pepper golden mosaic virus)                                                    |
| Enroulement apical de la betterave                  | Curtovirus, Virus de l'enroulement apical de la betterave (BCTV, Beet curly top virus)                                                  |
| Enroulement des feuilles de la tomate du Sinaloa    | Begomovirus, Virus de l'enroulement des feuilles de la tomate du Sinaloa (TCLV, Sinaloa tomato leaf curl virus)                         |
| Enroulement des feuilles du chilli                  | Begomovirus, Virus de l'enroulement des feuilles du chilli (ChiLCV, Chili leaf curl virus)                                              |
| Enroulement des feuilles du piment                  | Begomovirus, Virus de l'enroulement des feuilles du piment (PepLCV, Pepper leaf curl virus)                                             |
| Gravure du tabac                                    | Potyvirus, Virus de la gravure du tabac (TEV, Tobacco etch virus)                                                                       |
| Maladie bronzée de la tomate                        | Tospovirus, Virus de la maladie bronzée de la tomate (TSWV, Tomato spotted wilt virus)                                                  |
| Huasteco du piment                                  | Begomovirus, Virus huasteco du piment (PHV, Pepper huasteco virus)                                                                      |
| Marbrure du piment                                  | Potyvirus, Virus de la marbrure du piment (PepMoV, Pepper mottle virus)                                                                 |
| Marbrure de la pomme de terre des Andes             | Comovirus, Virus de la marbrure de la pomme de terre des Andes (APMoV, Andean potato mottle virus-pepper strain)                        |
| Marbrure légère du piment                           | Tobamovirus, Virus de la marbrure légère du piment (PMMV, Pepper mild mottle virus)                                                     |
| Marbrure nervaire du chilli                         | Potyvirus, Virus de la marbrure nervaire du chilli (ChiVMV, Chilli veinal mottle virus)                                                 |
| Marbrure nervaire du piment                         | Potyvirus, Virus de la marbrure nervaire du piment (PVMV, Pepper veinal mottle virus)                                                   |
| Mosaïque du concombre                               | Cucumovirus, Virus de la mosaïque du concombre (CMV, Cucumber mosaic virus)                                                             |
| Mosaïque du tabac et mosaïque de la tomate          | Tobamovirus, Virus de la mosaïque du tabac (TMV, Tobacco mosaic virus) et Virus de la mosaïque de la tomate (ToMV, Tomato mosaic virus) |
| Virus Y de la pomme de terre                        | Potyvirus, Virus Y de la pomme de terre (PVY, Potato virus Y)                                                                           |

## Divers
| Maladies post-récolte        | Maladies post-récolte                                                                                           |
| ---------------------------- | --- |
| Pourriture molle bactérienne | Erwinia carotovora subsp. carotovora Erwinia carotovora subsp. atroseptica Erwinia chrysanthemi Pseudomonas sp. |
| Alternariose                 | Alternaria alternata                                                                                            |
| Moisissure à Rhizopus        | Rhizopus stolonifer                                                                                             |
| Pourriture grise du fruit    | Botrytis cinerea                                                                                                |

| Maladies abiotiques et désordres physiologiques | Maladies abiotiques et désordres physiologiques |
| ----------------------------------------------- | ----------------------------------------------- |
| Pourriture apicale                              | Carence en calcium dans le fruit                |
| Échaudage                                       | Exposition des fruits au soleil et à la chaleur |